# Motteville
Motteville – miejscowość i gmina we Francji, w regionie Normandia, w departamencie Sekwana Nadmorska.
Według danych na rok 1990 gminę zamieszkiwało 706 osób, a gęstość zaludnienia wynosiła 81 osób/km² (wśród 1421 gmin Górnej Normandii Motteville plasuje się na 337. miejscu pod względem liczby ludności, natomiast pod względem powierzchni na miejscu 421.).